# ایزابل خمیو کاردوسو

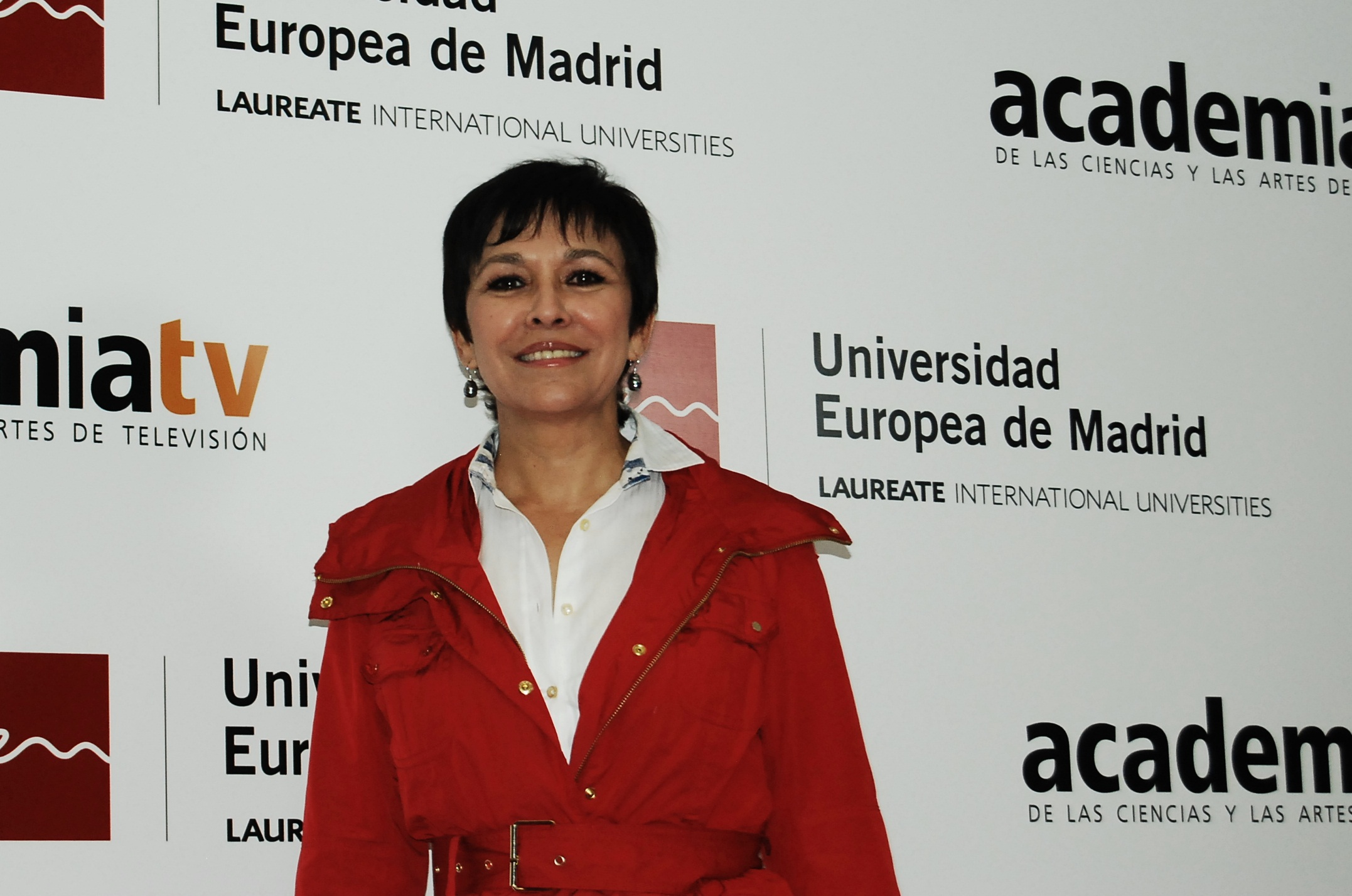

ایزابل خمیو کاردوسو (آلبورکرک، باداخوس، ۵ ژانویه ۱۹۶۱) روزنامه‌نگار و مجری تلویزیون و رادیو ی اسپانیایی است. در پایان دهه ۱۹۸۰، او به یک چهره بسیار محبوب در تلویزیون تبدیل شد.
در سال ۱۹۸۸ او مجدداً توسط تله‌بیسیون اسپانیولا فراخوانده شد تا در طول تابستان در مجله Tal cual جایگزین مانوئل هیدالگو شود. او بعداً با تلویزیون آنتنا ۳ قرارداد امضا کرد که در آن بین سال‌های ۱۹۹۳ تا ۱۹۹۴، برنامه What you need is love را ارائه کرد.